# Обща пътническа зона
Общата пътническа зона (на английски: Common Travel Area) е зона с облекчен граничен контрол на пътници, обхващаща територията на Британски острови – Великобритания, Ирландия, Ман, и на Нормандски острови – главно Гърнси и Джърси.
Има минимален до несъществуващ граничен контрол по вътрешните граници на общността. Те могат да бъдат прекосявани от британски и ирландски граждани с документи за самоличност с минимални данни. Самолетният превозвач „Райънеър“ обаче изисква представяне на паспорт.
От 1997 г. насам правителството на Република Ирландия (Ейре) налага систематични проверки за самоличност на пътници, идващи по въздушен път от Обединеното кралство, както и избирателни проверки на пътници по морски път и случайни проверки при земни прекосявания. През 2008 г. британското правителство обявява, че планира да наложи систематични проверки на самоличността за пътници, пристигащи по въздух и море, идващи от Ейре, но тези намерения по-късно са изоставени.
Поддържането на зоната изисква значителна кооперация по имиграционните работи между британските и ирландските власти.